# Los Angeles Film Critics Association Awards 2007
La 33ª edizione dei Los Angeles Film Critics Association Awards si tenne il 9 dicembre 2007.

## Premi e candidature
Miglior film
- Il petroliere (There Will Be Blood), regia di Paul Thomas Anderson
  - Secondo classificato: Lo scafandro e la farfalla (Le scaphandre et le papillon), regia di Julian Schnabel

Miglior regista
- Paul Thomas Anderson - Il petroliere (There Will Be Blood)
  - Secondo classificato: Julian Schnabel - Lo scafandro e la farfalla (Le scaphandre et le papillon)

Miglior attore
- Daniel Day-Lewis - Il petroliere (There Will Be Blood), regia di Paul Thomas Anderson
  - Secondo classificato: Frank Langella - Starting Out in the Evening, regia di Andrew Wagner

Miglior attrice
- Marion Cotillard - La vie en rose (La Môme)
  - Seconda classificata: Anamaria Marinca - 4 mesi, 3 settimane, 2 giorni (4 luni, 3 săptămâni şi 2 zile)

Miglior attore non protagonista
- Vlad Ivanov - 4 mesi, 3 settimane, 2 giorni (4 luni, 3 săptămâni şi 2 zile)
  - Secondo classificato: Hal Holbrook - Into the Wild - Nelle terre selvagge (Into the Wild)

Miglior attrice non protagonista
- Amy Ryan - Gone Baby Gone ed Onora il padre e la madre (Before the Devil Knows You're Dead)
  - Seconda classificata: Cate Blanchett - Io non sono qui (I'm Not There)

Miglior sceneggiatura
- Tamara Jenkins - La famiglia Savage (The Savages)
  - Secondo classificato: Paul Thomas Anderson - Il petroliere (There Will Be Blood)

Miglior fotografia
- Janusz Kaminski - Lo scafandro e la farfalla (Le scaphandre et le papillon)
  - Secondo classificato: Robert Elswit - Il petroliere (There Will Be Blood)

Miglior scenografia
- Jack Fisk - Il petroliere (There Will Be Blood)
  - Secondo classificato: Dante Ferretti - Sweeney Todd - Il diabolico barbiere di Fleet Street (Sweeney Todd: The Demon Barber of Fleet Street)

Miglior colonna sonora
- Glen Hansard e Markéta Irglová - Once (Una volta) (Once)
  - Secondo classificato: Jonny Greenwood - Il petroliere (There Will Be Blood)

Miglior film in lingua straniera
- 4 mesi, 3 settimane, 2 giorni (4 luni, 3 săptămâni şi 2 zile), regia di Cristian Mungiu
  - Secondo classificato: Lo scafandro e la farfalla (Le scaphandre et le papillon), regia di Julian Schnabel

Miglior documentario
- No End in Sight, regia di Charles H. Ferguson
  - Secondo classificato: Sicko, regia di Michael Moore

Miglior film d'animazione
- Ratatouille, regia di Brad Bird
- Persepolis, regia di Marjane Satrapi e Vincent Paronnaud

Miglior film sperimentale/indipendente
- Pedro Costa - Juventude em marcha

New Generation Award
- Sarah Polley - Away from Her - Lontano da lei (Away from Her)

Career Achievement Award
- Sidney Lumet